# Rubus coreanus

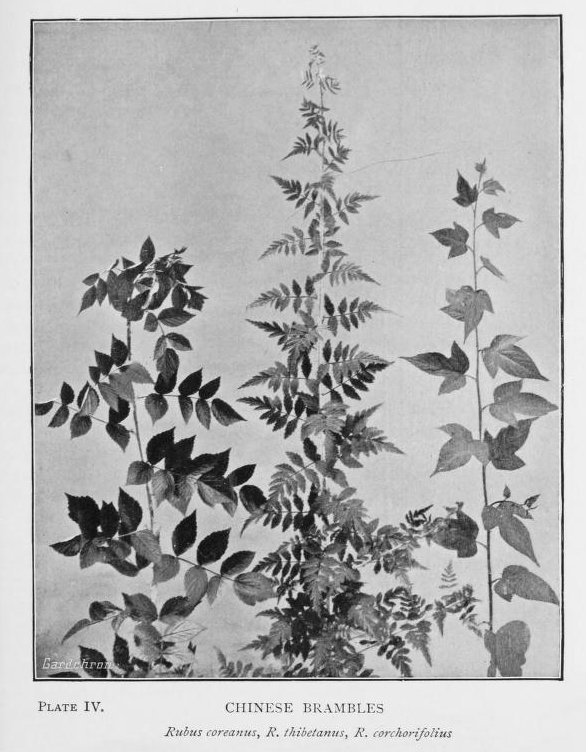
Rubus coreanus (links), Rubus thibetanus (Mitte), Rubus corchorifolius (rechts)

Rubus coreanus (englisch bokbunja, Korean blackberry, oder Korean bramble) ist eine Pflanzenart aus der Familie der Rosengewächse. Die Himbeere ist in Korea, Japan und China beheimatet. Sie bringt essbare Früchte hervor (die im botanischen Sinne keine Beeren sind), welche zu bokbunja ju (koreanisch 복분자주), einem koreanischen alkoholischen Getränk, vergoren werden (obwohl die Mehrzahl der heute kommerziell für das Getränk produzierten Früchte zur in Nordamerika heimischen Art Rubus occidentalis gehören).

## Taxonomie
The Plant List, ein Gemeinschaftsprojekt der Royal Botanic Gardens (Kew) und des Missouri Botanical Garden, führt die folgenden Synonyme auf:
- Rubus coreanus var. kouytchensis (H.Lév.) H.Lév.
- Rubus coreanus var. nakaianus H.Lév.
- Rubus nakaianus H.Lév. ex Nakai
- Rubus pseudosaxatilis H.Lév.
- Rubus pseudosaxatilis var. kouytchensis H.Lév.
- Rubus quelpaertensis H.Lév.
- Rubus tokkura Siebold